# یوری ملنیچنکو
یوری ملنیچنکو (روسی: Юрий Васильевич Мельниченко؛ زادهٔ ۵ ژوئن ۱۹۷۲) کشتی‌گیر فرنگی اهل قزاقستان بود.
وی در مسابقات کشوری و بین‌المللی در مجموع برندهٔ ۶ مدال طلا، ۳ مدال نقره شده‌است.